# Orchestral Manoeuvres in the Dark/Diskografie
Diese Diskografie ist eine Übersicht über die musikalischen Werke der britischen New-Wave-Musikgruppe Orchestral Manoeuvres in the Dark. Den Schallplattenauszeichnungen zufolge hat sie bisher mehr als 5,4 Millionen Tonträger verkauft, davon alleine in ihrer Heimat über 2,8 Millionen. Ihre erfolgreichste Veröffentlichung ist die Kompilation The Best of OMD mit über 1,7 Millionen verkaufter Einheiten.

## Alben

### Studioalben
| Jahr | Titel                             | Höchstplatzierung, Gesamtwochen/‑monate, AuszeichnungChartplatzierungen (Jahr, Titel, Platzierungen, Wochen/Monate, Auszeichnungen, Anmerkungen) | Höchstplatzierung, Gesamtwochen/‑monate, AuszeichnungChartplatzierungen (Jahr, Titel, Platzierungen, Wochen/Monate, Auszeichnungen, Anmerkungen) | Höchstplatzierung, Gesamtwochen/‑monate, AuszeichnungChartplatzierungen (Jahr, Titel, Platzierungen, Wochen/Monate, Auszeichnungen, Anmerkungen) | Höchstplatzierung, Gesamtwochen/‑monate, AuszeichnungChartplatzierungen (Jahr, Titel, Platzierungen, Wochen/Monate, Auszeichnungen, Anmerkungen) | Höchstplatzierung, Gesamtwochen/‑monate, AuszeichnungChartplatzierungen (Jahr, Titel, Platzierungen, Wochen/Monate, Auszeichnungen, Anmerkungen) | Anmerkungen |
| Jahr | Titel                             | DE | AT | CH | UK | US | Anmerkungen |
| ---- | --------------------------------- | --- | --- | --- | --- | --- | --- |
| 1980 | Orchestral Manoeuvres in the Dark | — | — | — | UK27 Gold · (28 Wo.)UK | — | Erstveröffentlichung: 22. Februar 1980 Verkäufe: + 100.000                                                                                              |
| 1980 | Organisation                      | — | — | — | UK6 Gold · (25 Wo.)UK | — | Erstveröffentlichung: 24. Oktober 1980 Verkäufe: + 100.000                                                                                              |
| 1981 | Architecture & Morality           | DE8 (27 Wo.)DE | AT16 (½ Mt.)AT | — | UK3 Platin · (39 Wo.)UK | US144 (12 Wo.)US | Erstveröffentlichung: 8. November 1981 Verkäufe: + 450.000                                                                                              |
| 1983 | Dazzle Ships                      | DE11 (24 Wo.)DE | — | — | UK5 Gold · (14 Wo.)UK | US162 (6 Wo.)US | Erstveröffentlichung: 4. März 1983 Wiederveröffentlichung: 31. März 2023 (40th Anniversary Edition) Verkäufe: + 100.000 in UK 2023 1 Woche auf Platz 59 |
| 1984 | Junk Culture                      | DE32 (20 Wo.)DE | — | CH28 (1 Wo.)CH | UK9 Gold · (28 Wo.)UK | US182 (6 Wo.)US | Erstveröffentlichung: 30. April 1984 Verkäufe: + 100.000                                                                                                |
| 1985 | Crush                             | DE23 (19 Wo.)DE | — | — | UK13 Silber · (12 Wo.)UK | US38 (53 Wo.)US | Erstveröffentlichung: 17. Juni 1985 Verkäufe: + 110.000                                                                                                 |
| 1986 | The Pacific Age                   | DE15 (10 Wo.)DE | — | CH20 (5 Wo.)CH | UK15 Silber · (7 Wo.)UK | US47 (23 Wo.)US | Erstveröffentlichung: 29. September 1986 Verkäufe: + 160.000                                                                                            |
| 1991 | Sugar Tax                         | DE8 Platin · (56 Wo.)DE | AT5 Gold · (14 Wo.)AT | CH14 (23 Wo.)CH | UK3 Platin · (29 Wo.)UK | — | Erstveröffentlichung: 7. Mai 1991 Verkäufe: + 600.000                                                                                                   |
| 1993 | Liberator                         | DE17 (20 Wo.)DE | — | CH32 (4 Wo.)CH | UK14 (6 Wo.)UK | US169 (1 Wo.)US | Erstveröffentlichung: 14. Juni 1993 |
| 1996 | Universal                         | DE39 (8 Wo.)DE | AT21 (10 Wo.)AT | CH28 (4 Wo.)CH | UK24 (3 Wo.)UK | — | Erstveröffentlichung: 2. September 1996 |
| 2010 | History of Modern                 | DE5 (9 Wo.)DE | AT36 (1 Wo.)AT | CH63 (1 Wo.)CH | UK28 (1 Wo.)UK | — | Erstveröffentlichung: 17. September 2010 |
| 2013 | English Electric                  | DE10 (4 Wo.)DE | AT68 (1 Wo.)AT | CH46 (2 Wo.)CH | UK12 (3 Wo.)UK | — | Erstveröffentlichung: 5. April 2013 |
| 2017 | The Punishment of Luxury          | DE9 (3 Wo.)DE | AT28 (1 Wo.)AT | CH44 (1 Wo.)CH | UK4 (2 Wo.)UK | — | Erstveröffentlichung: 1. September 2017 |
| 2023 | Bauhaus Staircase                 | DE7 (3 Wo.)DE | AT28 (1 Wo.)AT | CH38 (2 Wo.)CH | UK2 (2 Wo.)UK | — | Erstveröffentlichung: 27. Oktober 2023 |

grau schraffiert: keine Chartdaten aus diesem Jahr verfügbar

### Livealben
- 2000: Peel Sessions 1979–1983
- 2008: OMD Live: Architecture & Morality & More
- 2011: OMD: Live in Berlin

### Kompilationen
| Jahr | Titel                                 | Höchstplatzierung, Gesamtwochen, AuszeichnungChartplatzierungen (Jahr, Titel, Platzierungen, Wochen, Auszeichnungen, Anmerkungen) | Höchstplatzierung, Gesamtwochen, AuszeichnungChartplatzierungen (Jahr, Titel, Platzierungen, Wochen, Auszeichnungen, Anmerkungen) | Höchstplatzierung, Gesamtwochen, AuszeichnungChartplatzierungen (Jahr, Titel, Platzierungen, Wochen, Auszeichnungen, Anmerkungen) | Höchstplatzierung, Gesamtwochen, AuszeichnungChartplatzierungen (Jahr, Titel, Platzierungen, Wochen, Auszeichnungen, Anmerkungen) | Höchstplatzierung, Gesamtwochen, AuszeichnungChartplatzierungen (Jahr, Titel, Platzierungen, Wochen, Auszeichnungen, Anmerkungen) | Anmerkungen                                                  |
| Jahr | Titel                                 | DE | AT | CH | UK | US | Anmerkungen                                                  |
| ---- | ------------------------------------- | --- | --- | --- | --- | --- | ------------------------------------------------------------ |
| 1988 | The Best of OMD                       | DE8 Gold · (19 Wo.)DE | — | CH16 (5 Wo.)CH | UK2 ×3Dreifachplatin · (37 Wo.)UK                                                                                                 | US46 Gold · (29 Wo.)US | Erstveröffentlichung: 12. März 1988 Verkäufe: + 1.765.000    |
| 1998 | The OMD Singles                       | DE30 (5 Wo.)DE | — | — | UK16 Gold · (6 Wo.)UK | — | Erstveröffentlichung: 28. September 1998 Verkäufe: + 125.000 |
| 2019 | Souvenir                              | DE27 (2 Wo.)DE | — | CH70 (1 Wo.)CH | UK18 (1 Wo.)UK | — | Erstveröffentlichung: 4. Oktober 2019                        |
| 2021 | Architecture & Morality – The Singles | DE39 (1 Wo.)DE | — | — | UK45 (1 Wo.)UK | — | Erstveröffentlichung: 15. Oktober 2021                       |

Weitere Kompilationen
- 2001: Navigation: The OMD B-Sides
- 2008: Messages: Greatest Hits

### EPs
| Jahr | Titel           | Höchstplatzierung, Gesamtwochen, AuszeichnungChartplatzierungen (Jahr, Titel, Platzierungen, Wochen, Auszeichnungen, Anmerkungen) | Höchstplatzierung, Gesamtwochen, AuszeichnungChartplatzierungen (Jahr, Titel, Platzierungen, Wochen, Auszeichnungen, Anmerkungen) | Höchstplatzierung, Gesamtwochen, AuszeichnungChartplatzierungen (Jahr, Titel, Platzierungen, Wochen, Auszeichnungen, Anmerkungen) | Höchstplatzierung, Gesamtwochen, AuszeichnungChartplatzierungen (Jahr, Titel, Platzierungen, Wochen, Auszeichnungen, Anmerkungen) | Höchstplatzierung, Gesamtwochen, AuszeichnungChartplatzierungen (Jahr, Titel, Platzierungen, Wochen, Auszeichnungen, Anmerkungen) | Anmerkungen                              |
| Jahr | Titel           | DE | AT | CH | UK | US | Anmerkungen                              |
| ---- | --------------- | --- | --- | --- | --- | --- | ---------------------------------------- |
| 1998 | The OMD Remixes | — | — | — | UK35 (2 Wo.)UK | — | Erstveröffentlichung: 12. September 1998 |

## Singles
| Jahr | Titel Album                                                     | Höchstplatzierung, Gesamtwochen/‑monate, AuszeichnungChartplatzierungen (Jahr, Titel, Album, Platzierungen, Wochen/Monate, Auszeichnungen, Anmerkungen) | Höchstplatzierung, Gesamtwochen/‑monate, AuszeichnungChartplatzierungen (Jahr, Titel, Album, Platzierungen, Wochen/Monate, Auszeichnungen, Anmerkungen) | Höchstplatzierung, Gesamtwochen/‑monate, AuszeichnungChartplatzierungen (Jahr, Titel, Album, Platzierungen, Wochen/Monate, Auszeichnungen, Anmerkungen) | Höchstplatzierung, Gesamtwochen/‑monate, AuszeichnungChartplatzierungen (Jahr, Titel, Album, Platzierungen, Wochen/Monate, Auszeichnungen, Anmerkungen) | Höchstplatzierung, Gesamtwochen/‑monate, AuszeichnungChartplatzierungen (Jahr, Titel, Album, Platzierungen, Wochen/Monate, Auszeichnungen, Anmerkungen) | Anmerkungen                                                  |
| Jahr | Titel Album                                                     | DE | AT | CH | UK | US | Anmerkungen                                                  |
| ---- | --------------------------------------------------------------- | --- | --- | --- | --- | --- | ------------------------------------------------------------ |
| 1980 | Red Frame / White Light Orchestral Manoeuvres in the Dark       | — | — | — | UK67 (2 Wo.)UK | — | Erstveröffentlichung: 1. Februar 1980                        |
| 1980 | Messages Orchestral Manoeuvres in the Dark                      | — | — | — | UK13 (11 Wo.)UK | — | Erstveröffentlichung: 2. Mai 1980                            |
| 1980 | Enola Gay Organisation                                          | — | — | CH2 (10 Wo.)CH | UK8 Platin · (15 Wo.)UK | — | Erstveröffentlichung: 26. September 1980 Verkäufe: + 665.000 |
| 1981 | Souvenir Architecture & Morality                                | DE39 (17 Wo.)DE | — | — | UK3 Silber · (12 Wo.)UK | — | Erstveröffentlichung: 4. August 1981 Verkäufe: + 275.000     |
| 1981 | Joan of Arc Architecture & Morality                             | — | — | — | UK5 Silber · (14 Wo.)UK | — | Erstveröffentlichung: 9. Oktober 1981 Verkäufe: + 250.000    |
| 1982 | Maid of Orleans (The Waltz Joan of Arc) Architecture & Morality | DE1 Gold · (43 Wo.)DE | AT2 (3½ Mt.)AT | CH4 (16 Wo.)CH | UK4 Silber · (10 Wo.)UK | — | Erstveröffentlichung: 15. Januar 1982 Verkäufe: + 625.000    |
| 1983 | Genetic Engineering Dazzle Ships                                | DE20 (16 Wo.)DE | — | — | UK20 (8 Wo.)UK | — | Erstveröffentlichung: 11. Februar 1983                       |
| 1983 | Telegraph Dazzle Ships                                          | DE39 (8 Wo.)DE | — | — | UK42 (4 Wo.)UK | — | Erstveröffentlichung: 1. April 1983                          |
| 1984 | Locomotion Junk Culture                                         | DE14 (13 Wo.)DE | — | CH22 (4 Wo.)CH | UK5 (11 Wo.)UK | — | Erstveröffentlichung: 2. April 1984                          |
| 1984 | Talking Loud and Clear Junk Culture                             | DE18 (13 Wo.)DE | — | — | UK11 (10 Wo.)UK | — | Erstveröffentlichung: 4. Juni 1984                           |
| 1984 | Tesla Girls Junk Culture                                        | — | — | — | UK21 (8 Wo.)UK | — | Erstveröffentlichung: 28. August 1984                        |
| 1984 | Never Turn Away Junk Culture                                    | — | — | — | UK70 (2 Wo.)UK | — | Erstveröffentlichung: 29. Oktober 1984                       |
| 1985 | So in Love Crush                                                | DE18 (11 Wo.)DE | — | — | UK27 (7 Wo.)UK | US26 (17 Wo.)US | Erstveröffentlichung: 13. Mai 1985                           |
| 1985 | Secret Crush                                                    | DE25 (13 Wo.)DE | — | — | UK34 (7 Wo.)UK | US63 (13 Wo.)US | Erstveröffentlichung: 8. Juli 1985                           |
| 1985 | La Femme Accident Crush                                         | — | — | — | UK42 (4 Wo.)UK | — | Erstveröffentlichung: 18. Oktober 1985                       |
| 1986 | If You Leave Pretty in Pink (O.S.T.)                            | — | — | — | UK48 (4 Wo.)UK | US4 (20 Wo.)US | Erstveröffentlichung: 28. April 1986 Verkäufe: + 50.000      |
| 1986 | (Forever) Live and Die The Pacific Age                          | DE8 (16 Wo.)DE | AT5 (4½ Mt.)AT | CH9 (9 Wo.)CH | UK11 (10 Wo.)UK | US19 (17 Wo.)US | Erstveröffentlichung: 26. August 1986                        |
| 1986 | We Love You The Pacific Age                                     | — | — | — | UK54 (5 Wo.)UK | — | Erstveröffentlichung: 10. November 1986                      |
| 1987 | Shame The Pacific Age                                           | — | — | — | UK52 (4 Wo.)UK | — | Erstveröffentlichung: 13. April 1987                         |
| 1988 | Dreaming The Best of OMD                                        | DE26 (12 Wo.)DE | — | — | UK50 (7 Wo.)UK | US16 (17 Wo.)US | Erstveröffentlichung: 25. Januar 1988                        |
| 1991 | Sailing on the Seven Seas Sugar Tax                             | DE9 (27 Wo.)DE | AT3 (22 Wo.)AT | — | UK3 (13 Wo.)UK | — | Erstveröffentlichung: 16. März 1991                          |
| 1991 | Pandora’s Box (It’s a Long, Long Way) Sugar Tax                 | DE11 (21 Wo.)DE | AT7 (13 Wo.)AT | — | UK7 (10 Wo.)UK | — | Erstveröffentlichung: 24. Juni 1991                          |
| 1991 | Then You Turn Away Sugar Tax                                    | DE56 (10 Wo.)DE | — | — | UK50 (4 Wo.)UK | — | Erstveröffentlichung: 2. September 1991                      |
| 1991 | Call My Name Sugar Tax                                          | DE28 (17 Wo.)DE | AT24 (2 Wo.)AT | CH28 (6 Wo.)CH | UK50 (2 Wo.)UK | — | Erstveröffentlichung: 18. November 1991                      |
| 1993 | Stand Above Me Liberator                                        | DE33 (11 Wo.)DE | — | — | UK21 (4 Wo.)UK | — | Erstveröffentlichung: 4. Mai 1993                            |
| 1993 | Dream of Me Liberator                                           | DE53 (12 Wo.)DE | — | — | UK24 (5 Wo.)UK | — | Erstveröffentlichung: 5. Juli 1993                           |
| 1993 | Everyday Liberator                                              | DE60 (16 Wo.)DE | — | — | UK59 (2 Wo.)UK | — | Erstveröffentlichung: 6. September 1993                      |
| 1996 | Walking on the Milky Way Universal                              | DE53 (16 Wo.)DE | AT16 (12 Wo.)AT | — | UK17 (5 Wo.)UK | — | Erstveröffentlichung: 5. August 1996                         |
| 1996 | Universal                                                       | — | — | — | UK55 (2 Wo.)UK | — | Erstveröffentlichung: 21. Oktober 1996                       |
| 2010 | If You Want It History of Modern                                | DE49 (4 Wo.)DE | — | — | — | — | Erstveröffentlichung: 6. September 2010                      |

Weitere Singles
- 1979: Electricity
- 1988: Brides of Frankenstein
- 1998: Enola Gay (Sash! Remix)
- 2010: Sister Marie Says
- 2011: History of Modern (Part I)
- 2013: Metroland
- 2013: Dresden
- 2017: Isotype
- 2017: The Punishment of Luxury
- 2019: Don't Go
- 2023: Bauhaus Staircase
- 2023: Slow Train

## Videoalben und Musikvideos

### Musikvideos
| - 1979: Electricity - 1980: Red Frame / White Light - 1980: Messages - 1980: Enola Gay (2 Versionen) - 1981: Souvenir - 1982: Maid of Orleans (The Waltz Joan of Arc) - 1983: Genetic Engineering - 1983: Telegraph - 1984: Locomotion - 1984: Talking Loud and Clear (2 Versionen) - 1984: Tesla Girls - 1984: Never Turn Away - 1985: So in Love - 1985: Secret - 1985: La Femme Accident - 1985: Hold You | - 1986: If You Leave - 1986: (Forever) Live and Die - 1986: We Love You - 1987: Shame (2 Versionen) - 1988: Dreaming - 1991: Sailing on the Seven Seas (2 Versionen) - 1991: Pandora’s Box (2 Versionen) - 1991: Then You Turn Away - 1991: Call My Name - 1993: Stand Above Me (2 Versionen) - 1993: Dream of Me - 1993: Everyday - 1996: Walking on the Milky Way - 1996: Universal - 1998: Enola Gay (Sash! Remix) - 2010: If You Want It |

### Videoalben
- 1982: Live at the Theatre Royal Drury Lane
- 1985: Crush the Movie
- 1988: The Best of OMD
- 2007: Live at the Theatre Royal Drury Lane 1982
- 2007: Souvenir – Limited Edition Documentary
- 2008: Architecture & Morality & More
- 2008: Messages
- 2009: Electricity + The Energy Suite
- 2010: History of Modern

## Boxsets
- 2010: History of Modern

## Statistik

### Chartauswertung
|                     | DE     | AT    | CH     | UK     | US    |
| ------------------- | ------ | ----- | ------ | ------ | ----- |
| Nummer-eins-Alben   | DE—DE  | AT—AT | CH—CH  | UK—UK  | US—US |
| Top-10-Alben        | DE7DE  | AT1AT | CH—CH  | UK8UK  | US—US |
| Alben in den Charts | DE16DE | AT7AT | CH11CH | UK19UK | US7US |

|                       | DE     | AT    | CH    | UK     | US    |
| --------------------- | ------ | ----- | ----- | ------ | ----- |
| Nummer-eins-Singles   | DE1DE  | AT—AT | CH—CH | UK—UK  | US—US |
| Top-10-Singles        | DE3DE  | AT4AT | CH3CH | UK7UK  | US1US |
| Singles in den Charts | DE19DE | AT6AT | CH5CH | UK29UK | US5US |

### Auszeichnungen für Musikverkäufe
| Goldene Schallplatte - Belgien - 1999: für das Album The OMD Singles - Italien - 2021: für die Single Enola Gay - Kanada - 1986: für das Album Crush - 1986: für die Single If You Leave - 1988: für das Album The Best of OMD - Niederlande - 1982: für das Album Architecture & Morality - 1982: für die Single Maid of Orleans (The Waltz Joan of Arc) - Schweden - 1991: für das Album Sugar Tax - Spanien - 1983: für die Single Maid of Orleans (The Waltz Joan of Arc) - 1983: für die Single Souvenir - 1988: für das Album The Best of OMD - 2024: für die Single Enola Gay | Platin-Schallplatte - Kanada - 1988: für das Album The Pacific Age - Neuseeland - 1988: für das Album The Best of OMD - Spanien - 1982: für das Album Architecture & Morality |

Anmerkung: Auszeichnungen in Ländern aus den Charttabellen bzw. Chartboxen sind in ebendiesen zu finden.
| Land/RegionAuszeichnungen für Musikverkäufe (Land/Region, Auszeichnungen, Verkäufe, Quellen) | Silber     | Gold       | Platin       | Verkäufe  | Quellen                                                |
| -------------------------------------------------------------------------------------------- | ---------- | ---------- | ------------ | --------- | ------------------------------------------------------ |
| Belgien (BRMA)                                                                               | —          | Gold1      | —            | 25.000    | ultratop.be                                            |
| Deutschland (BVMI)                                                                           | —          | 2× Gold2   | Platin1      | 1.000.000 | musikindustrie.de                                      |
| Italien (FIMI)                                                                               | —          | Gold1      | —            | 35.000    | fimi.it                                                |
| Kanada (MC)                                                                                  | —          | 3× Gold3   | Platin1      | 250.000   | musiccanada.com                                        |
| Neuseeland (RMNZ)                                                                            | —          | —          | Platin1      | 15.000    | aotearoamusiccharts.co.nz                              |
| Niederlande (NVPI)                                                                           | —          | 2× Gold2   | —            | 150.000   | nvpi.nl                                                |
| Österreich (IFPI)                                                                            | —          | Gold1      | —            | 25.000    | ifpi.at                                                |
| Schweden (IFPI)                                                                              | —          | Gold1      | —            | 50.000    | ifpi.se (Memento vom 21. Mai 2012 im Internet Archive) |
| Spanien (Promusicae)                                                                         | —          | 4× Gold4   | Platin1      | 230.000   | elportaldemusica.es ES2                                |
| Vereinigte Staaten (RIAA)                                                                    | —          | Gold1      | —            | 500.000   | riaa.com                                               |
| Vereinigtes Königreich (BPI)                                                                 | 5× Silber5 | 5× Gold5   | 6× Platin6   | 2.870.000 | bpi.co.uk                                              |
| Insgesamt                                                                                    | 5× Silber5 | 21× Gold21 | 10× Platin10 |           |                                                        |